# Listă de jocuri video de rol din 1994–1995
Acesta este un index cuprinzător al jocurilor video de rol comerciale, sortate cronologic după anul apariției. Informațiile referitoare la data lansării, dezvoltatorul, editura, sistemul de operare, subgenul și notabilitatea sunt furnizate acolo unde sunt disponibile. Tabelul poate fi sortat făcând clic pe casetele mici de lângă titlurile coloanelor. Această listă nu include MUD-uri sau MMORPG-uri. Include jocuri roguelike, de acțiune și tactice (timp real).

Aceasta este o listă de jocuri video de rol din 1994 – 1995.

## Legenda
| Platforme de jocuri video |
| ------------------------- |

| 3DS    | Nintendo 3DS                   |
| AMI    | Commodore Amiga                |
| APPII  | Apple II                       |
| Arcade | Arcade game                    |
| C64    | Commodore 64                   |
| CROSS  | Cross-platform                 |
| DC     | Dreamcast                      |
| DOS    | DOS / MS-DOS                   |
| DROI   | Platforma nu este recunoscută. |
| DS     | Nintendo DS                    |
| FM7    | FM-7                           |
| FMT    | FM Towns                       |
| GB     | Game Boy                       |
| GBA    | Game Boy Advance               |
| GBC    | Game Boy Color                 |
| GCN    | Nintendo GameCube              |
| GEN    | Sega Genesis / Sega Mega Drive |
| iOS    | iOS                            |

| LIN  | Linux                                   |
| MAC  | Macintosh / Mac OS                      |
| MOBI | Mobile phone                            |
| MSX  | MSX                                     |
| MSX2 | MSX2                                    |
| N64  | Nintendo 64                             |
| NEO  | Neo Geo                                 |
| NES  | Nintendo Entertainment System / Famicom |
| OSX  | Mac OS X                                |
| PC60 | NEC PC-6001                             |
| PC88 | NEC PC-8801                             |
| PC98 | NEC PC-9801                             |
| PCE  | TurboGrafx-16 / PC Engine               |
| PS1  | PlayStation / PSone                     |
| PS2  | PlayStation 2                           |
| PS3  | PlayStation 3                           |
| PS4  | Platforma nu este recunoscută.          |
| PSN  | PlayStation Network                     |

| PSP  | PlayStation Portable           |
| PSV  | Platforma nu este recunoscută. |
| OSX  | Mac OS X                       |
| SAT  | Sega Saturn                    |
| SCD  | Sega Mega-CD                   |
| SMS  | Sega Master System             |
| SNES | Super NES / Super Famicom      |
| ST   | Atari ST                       |
| VC   | Virtual Console (Wii)          |
| VITA | PlayStation Vita               |
| X68K | Sharp X68000                   |
| Wii  | Wii                            |
| WiiU | Wii U                          |
| WIN  | Microsoft Windows              |
| X360 | Xbox 360                       |
| XBOX | Xbox                           |
| XOne | Platforma nu este recunoscută. |
| ZX   | ZX Spectrum                    |

| 3DS    | Nintendo 3DS                   |
| AMI    | Commodore Amiga                |
| APPII  | Apple II                       |
| Arcade | Arcade game                    |
| C64    | Commodore 64                   |
| CROSS  | Cross-platform                 |
| DC     | Dreamcast                      |
| DOS    | DOS / MS-DOS                   |
| DROI   | Platforma nu este recunoscută. |
| DS     | Nintendo DS                    |
| FM7    | FM-7                           |
| FMT    | FM Towns                       |
| GB     | Game Boy                       |
| GBA    | Game Boy Advance               |
| GBC    | Game Boy Color                 |
| GCN    | Nintendo GameCube              |
| GEN    | Sega Genesis / Sega Mega Drive |
| iOS    | iOS                            |

| LIN  | Linux                                   |
| MAC  | Macintosh / Mac OS                      |
| MOBI | Mobile phone                            |
| MSX  | MSX                                     |
| MSX2 | MSX2                                    |
| N64  | Nintendo 64                             |
| NEO  | Neo Geo                                 |
| NES  | Nintendo Entertainment System / Famicom |
| OSX  | Mac OS X                                |
| PC60 | NEC PC-6001                             |
| PC88 | NEC PC-8801                             |
| PC98 | NEC PC-9801                             |
| PCE  | TurboGrafx-16 / PC Engine               |
| PS1  | PlayStation / PSone                     |
| PS2  | PlayStation 2                           |
| PS3  | PlayStation 3                           |
| PS4  | Platforma nu este recunoscută.          |
| PSN  | PlayStation Network                     |

| PSP  | PlayStation Portable           |
| PSV  | Platforma nu este recunoscută. |
| OSX  | Mac OS X                       |
| SAT  | Sega Saturn                    |
| SCD  | Sega Mega-CD                   |
| SMS  | Sega Master System             |
| SNES | Super NES / Super Famicom      |
| ST   | Atari ST                       |
| VC   | Virtual Console (Wii)          |
| VITA | PlayStation Vita               |
| X68K | Sharp X68000                   |
| Wii  | Wii                            |
| WiiU | Wii U                          |
| WIN  | Microsoft Windows              |
| X360 | Xbox 360                       |
| XBOX | Xbox                           |
| XOne | Platforma nu este recunoscută. |
| ZX   | ZX Spectrum                    |

| Tipuri de lansări |
| ----------------- |

| Rerel  | Jocul a fost relansat pe aceeași platformă cu modificări minore sau fără modificări.                                                                                     |
| Port   | Jocul a apărut pentru prima dată pe o altă platformă. Este la fel ca originalul, cu puține sau deloc diferențe.                                                          |
| Remake | Jocul este un remake îmbunătățit al celui original, lansat pe aceeași platformă sau pe o platformă diferită, cu modificări ale graficii, sunetului și/sau gameplay-ului. |
| Compl  | O compilație, antologie sau colecție de mai multe titluri, de obicei (dar nu întotdeauna) aparținând aceleiași serii.                                                    |
| Limit  | O lansare specială (numită adesea Limited sau Collector’s Edition) cu material bonus de colecție. Adesea este furnizată persoanelor care pre-comandă un joc.             |

| Rerel  | Jocul a fost relansat pe aceeași platformă cu modificări minore sau fără modificări.                                                                                     |
| Port   | Jocul a apărut pentru prima dată pe o altă platformă. Este la fel ca originalul, cu puține sau deloc diferențe.                                                          |
| Remake | Jocul este un remake îmbunătățit al celui original, lansat pe aceeași platformă sau pe o platformă diferită, cu modificări ale graficii, sunetului și/sau gameplay-ului. |
| Compl  | O compilație, antologie sau colecție de mai multe titluri, de obicei (dar nu întotdeauna) aparținând aceleiași serii.                                                    |
| Limit  | O lansare specială (numită adesea Limited sau Collector’s Edition) cu material bonus de colecție. Adesea este furnizată persoanelor care pre-comandă un joc.             |

| Note despre genuri |
| ------------------ |

| Action RPG   | Joc video de rol de acțiune.              |
| Tactical RPG | Joc video de rol tactic.                  |
| Roguelike    | Roguelike.                                |
| MMORPG       | Joc de rol cu multiplayer online în masă. |
| MUD          | MUD.                                      |

| FPS/RPG | Shooter first-person / Joc video de rol hibrid (Joc video de rol shooter).                            |
| RTS/RPG | Joc de strategie în timp real / Joc video de rol hibrid (Joc video de rol de strategie în timp real). |
| WRPG    | Joc de rol în stil western.                                                                           |
| JRPG    | Joc de rol în stil japonez.                                                                           |
| Eroge   | Joc japonez cu conținut erotic.                                                                       |

| Action RPG   | Joc video de rol de acțiune.              |
| Tactical RPG | Joc video de rol tactic.                  |
| Roguelike    | Roguelike.                                |
| MMORPG       | Joc de rol cu multiplayer online în masă. |
| MUD          | MUD.                                      |

| FPS/RPG | Shooter first-person / Joc video de rol hibrid (Joc video de rol shooter).                            |
| RTS/RPG | Joc de strategie în timp real / Joc video de rol hibrid (Joc video de rol de strategie în timp real). |
| WRPG    | Joc de rol în stil western.                                                                           |
| JRPG    | Joc de rol în stil japonez.                                                                           |
| Eroge   | Joc japonez cu conținut erotic.                                                                       |

## Lista
| An                            | Titlu | Dezvoltator              | Editură                                          | Setări                   | Platformă                              | Subgen                                | Serie/Note | Țara de origine |
| ----------------------------- | --- | ------------------------ | ------------------------------------------------ | ------------------------ | -------------------------------------- | ------------------------------------- | --- | --------------- |
| 1994 (NA)                     | AD&D Collector's Edition                                                                                                 | SSI                      | WizardWorks                                      | Fantezie                 | DOS                                    | Tactical RPG                          | Gold Box: O compilație a tuturor celor nouă jocuri franciza Dungeons & Dragons                                         | NA              |
| 1994 (NA)                     | AD&D Collectors Edition Vol. 3                                                                                           | SSI                      | SSI                                              | Fantezie                 | DOS                                    | Tactical RPG                          | Gold Box: O compilație a tuturor celor nouă jocuri franciza Dungeons & Dragons                                         | NA              |
| 1994 (NA)                     | The Aethra Chronicles | Michael Lawrence         |                                                  | Fantezie                 | DOS                                    | CRPG                                  | Joc shareware; bazat pe Rolemaster                                                                                     | NA              |
| 1994 (JP)                     | After Armageddon Gaiden: Majū Tōshōden Eclipse                                                                           | Pandora Box              | Sega                                             | Post-apocalyptic/Fantasy | SCD                                    | JRPG                                  | Last Armageddon | Japonia         |
| 1994 (JP)                     | Albert Odyssey 2: Jashin no Taidou                                                                                       | Sunsoft                  | Sunsoft                                          | Fantezie                 | SNES                                   | Tactical RPG                          | Albert Odyssey | Japonia         |
| 1994 (NA/EU)                  | Al-Qadim: The Genie's Curse                                                                                              | Cyberlore                | SSI                                              | Fantezie                 | DOS                                    | Action RPG                            | franciza Dungeons & Dragons                                                                                            | NA              |
| 1994 (NA/EU)                  | Alien Logic: A Skyrealms of Jorune Adventure                                                                             | Ceridus                  | SSI                                              | Sci-Fi Fantasy           | DOS                                    | WRPG                                  | franciza Skyrealms of Jorune                                                                                           | NA              |
| 1995 (NA)                     | Anvil of Dawn | DreamForge Intertainment | New World Computing                              | Fantasy                  | DOS (WIN 2013)                         | CRPG                                  | Considerat cel mai bun RPG din 1995 de către Computer Gaming World și Computer Game Review.                            | NA              |
| 1994 (JP)                     | Aretha 2 | Japan Art Media          | Yanoman                                          | Fantezie                 | SNES                                   | JRPG                                  | Aretha | Japonia         |
| 1994 (JP)                     | Arunamu No Kiba Juuzokujuu Nishinto Densetsu (JA) Fang of Alnam (EN) アルナムの牙 獣族十二神徒伝説 (JA)                  | Right Stuff              |                                                  | Fantezie                 | PCD                                    |                                       | Fang of Alnam | Japonia         |
| 1995 (NA/EU)                  | BioForge | Origin Systems           | Electronic Arts                                  | Sci-Fi Cyberpunk Horror  | DOS, WIN95                             | CRPG                                  | | USA             |
| 1994 (NA)                     | BloodNet | MicroProse               | MicroProse                                       | Sci-Fi Horror            | AMI (Port)                             | Adventure/RPG hybrid                  | | NA              |
| 1994 (JP) 1995 (NA)           | Brandish | Nihon Falcom             | Koei                                             | Fantezie                 | DOS (Port) SNES (Port)                 | Action RPG                            | Brandish | Japonia         |
| 1994 (JP) 1995 (NA) 1996 (EU) | Breath of Fire II | Capcom                   | Capcom Laguna                                    | Fantezie                 | SNES                                   | JRPG                                  | Breath of Fire | Japonia         |
| 1994 (NA)                     | Complete Ultima VII, The                                                                                                 | Origin                   | EA                                               | Fantezie                 | DOS (Comp)                             | WRPG                                  | Ultima | NA              |
| 1994 (JP)                     | Cyber Knight II: Chikyū Teikoku no Yabō                                                                                  | Atelier Double           | Tonkin House                                     | Sci-Fi                   | SNES                                   | JRPG                                  | Cyber Knight | Japonia         |
| 1994 (JP)                     | Daikaijuu Monogatari (JA) 大貝獣物語 (JA)                                                                                | Hudson Soft              | Hudson Soft                                      | Fantezie                 | SNES                                   | JRPG                                  | Kaijuu Monogatari | Japonia         |
| 1994 (JP)                     | Dark Kingdom | Telenet Japan            | Telenet Japan                                    | Fantezie                 | SNES                                   | JRPG                                  | | Japonia         |
| 1994 (NA)                     | Dark Sun: Wake of the Ravager                                                                                            | SSI                      | SSI Mindscape                                    | Fantezie                 | DOS                                    | Tactical RPG                          | franciza Dungeons & Dragons: setări de campanie Dark Sun: Sequel al Dark Sun: Shattered Lands                          | NA              |
| 1994 (JP)                     | Down the World: Mervil's Ambition                                                                                        | ASCII                    | Susumu Matsushita                                | Fantezie                 | SNES                                   | JRPG                                  | | Japonia         |
| 1994 (JP/NA)                  | Dragon Knight III (EN) Knights of Xentar (EN) ドラゴンナイト3 (JA)                                                       | ELF                      | Megatech                                         | Fantezie                 | PCD DOS                                | JRPG Eroge                            | Dragon Knight | Japonia         |
| 1994 (JP)                     | Dragon Knight IV (EN) ドラゴンナイト4 (JA)                                                                               | ELF                      | ELF                                              | Fantezie                 | PC98 FMT (Port) X68K (Port) DOS (Port) | Tactical RPG Eroge                    | Dragon Knight | Japonia         |
| 1994 (JP)                     | Dragon Slayer: The Legend of Heroes                                                                                      | Nihon Falcom             | Sega                                             | Fantezie                 | GEN (Port)                             | JRPG                                  | Dragon Slayer: The Legend of Heroes                                                                                    | Japonia         |
| 1994 (JP)                     | Dream Maze |                          |                                                  | Fantezie                 | SNES                                   |                                       | | Japonia         |
| 1994 (JP)                     | Dual Orb II | I'Max                    | I'Max                                            | Fantezie                 | SNES                                   | JRPG                                  | Dual Orb | Japonia         |
| 1994 (JP) 1995 (NA)           | EarthBound (EN) | Ape HAL                  | Nintendo                                         | Modern Fantasy           | SNES                                   | JRPG                                  | Mother | Japonia         |
| 1994 (NA)                     | Elder Scrolls, The: Arena                                                                                                | Bethesda                 | Bethesda                                         | Fantezie                 | DOS                                    | Action RPG (UU style)                 | The Elder Scrolls | NA              |
| 1994 (NA)                     | Elder Scrolls, The: Arena – Deluxe Edition                                                                               | Bethesda                 | Bethesda                                         | Fantezie                 | DOS (Rerel)                            | Action RPG (UU style)                 | The Elder Scrolls | NA              |
| 1994 (JP)                     | Emerald Dragon | Alfa System Right Stuff  | NEC                                              | Fantezie                 | PCD (Port)                             | JRPG                                  | Emerald Dragon | Japonia         |
| 1994 (JP/NA)                  | Eye of the Beholder |                          |                                                  | Fantezie                 | SNES (Port) SCD (Port)                 | Action RPG (DM style)                 | franciza Dungeons and Dragons; Eye of the Beholder                                                                     | NA              |
| 1994 (NA)                     | Fantasy Fest! | Various                  | SSI                                              | Fantezie                 | DOS (Comp)                             | Action RPG Tactical RPG Strategy game | Compilare a Dungeon Hack, FRUA, Fantasy Empires și Stronghold                                                          | NA              |
| 1994 (JP)                     | Farland Story 4: Shirogane no Tsubasa                                                                                    | TGL                      | TGL                                              | Fantezie                 | DOS                                    | Tactical RPG                          | Farland Story | Japonia         |
| 1994 (JP)                     | Farland Story 3: Tenshi no Namida                                                                                        | TGL                      | TGL                                              | Fantezie                 | DOS                                    | Tactical RPG                          | Farland Story | Japonia         |
| 1994 (JP)                     | FEDA: Emblem of Justice                                                                                                  | Max Entertainment        | Yanoman                                          | Fantezie                 | SNES                                   | Tactical RPG                          | FEDA series | Japonia         |
| 1994 (JP)                     | Final Fantasy I-II | Square                   | Square                                           | Fantezie                 | NES                                    | JRPG                                  | Final Fantasy | Japonia         |
| 1994 (JP/NA)                  | Final Fantasy VI | Square                   | Square                                           | Fantezie Sci-Fi          | SNES                                   | JRPG                                  | Final Fantasy | Japonia         |
| 1994 (JP)                     | Fire Emblem: Monshō no Nazo                                                                                              | Intelligent              | Nintendo                                         | Fantezie                 | SNES                                   | Tactical RPG                          | Fire Emblem | Japonia         |
| 1994 (JP)                     | Fray CD: Xak Gaiden (JA) フレイＣＤ －サーク外伝－ (JA)                                                                  | Micro Cabin              | Micro Cabin                                      | Fantezie                 | PCD (Port)                             | Action RPG                            | Xak | Japonia         |
| 1994 (JP)                     | Gaia Savior: Hero Saidai no Sakusen (JA) ガイアセイバー ヒーロー最大の作戦 (JA)                                          |                          | Banpresto                                        | Fantezie                 | SNES                                   |                                       | | Japonia         |
| 1994 (JP)                     | Hercules no Eikō IV: Kamigami kara no Okurimono                                                                          | Data East                | Data East                                        | Fantezie                 | SNES                                   | JRPG                                  | Glory of Heracles | Japonia         |
| 1994 (JP)                     | Hiouden: Legend of the Scarlet King                                                                                      | Wolf Team                | Telenet Japan                                    | Fantezie                 | SNES                                   | TBS/RPG hybrid                        | Hiōden | Japonia         |
| 1994 (JP)                     | Idea no Hi (JA) イデアの日 (JA)                                                                                          | Office Koukan            | Shouei System                                    | Fantezie                 | SNES                                   |                                       | | Japonia         |
| 1994 (??)                     | J.R.R. Tolkien's The Lord of the Rings, Vol. I                                                                           | Interplay                | Interplay                                        | Fantezie                 | SNES                                   | Tactical RPG                          | Bazat pe The Lord of the Rings                                                                                         | NA              |
| 1994 (NA)                     | Jagged Alliance | Madlab                   | Sir-Tech                                         | Modern                   | DOS                                    | Tactical RPG                          | Jagged Alliance | NA              |
| 1994 (JP)                     | Kabuki Rocks (EN) カブキロックス (JA)                                                                                    |                          | Atlus                                            | Fantezie Historical      | SNES                                   |                                       | | Japonia         |
| 1994 (JP)                     | Kenyuu Densetsu Yaiba |                          |                                                  | Fantezie                 | SNES                                   | Action RPG                            | | Japonia         |
| 1994 (JP)                     | King's Field | From                     |                                                  | Fantezie                 | PS1                                    | JRPG                                  | King's Field | Japonia         |
| 1994 (JP)                     | Kijin Kourinden ONI (JA) 鬼神降臨伝ONI (JA)                                                                              | Pandora Box              | Banpresto                                        | Fantezie                 | SNES                                   |                                       | ONI series | Japonia         |
| 1994 (JP)                     | Kurokishi no Kamen |                          |                                                  | Fantezie                 | 3DO                                    |                                       | | Japonia         |
| 1994 (JP)                     | Langrisser II (EN) Der Langrisser (EN) デア ラングリッサー (JA)                                                          | CareerSoft               | NCS                                              | Fantezie                 | GEN                                    | Tactical RPG                          | Langrisser | Japonia         |
| 1994 (JP)                     | Legend of Heroes III, The: Prophecy of the Moonlight Witch (EN) 英雄伝説III「白き魔女」-もうひとつの英雄たちの物語- (JA) | Nihon Falcom             | Nihon Falcom                                     | Fantezie                 | PC98                                   |                                       | Dragon Slayer: The Legend of Heroes                                                                                    | Japonia         |
| 1994 (JP)                     | Legend of Xanadu | Nihon Falcom             | Nihon Falcom                                     | Fantezie                 | PCD                                    | Action RPG                            | Legend of Xanadu | Japonia         |
| 1994 (JP)                     | Little Master: Niji Iro no Maseki (EN) リトルマスター～虹色の魔石 (JA)                                                   | Tokuma Shoten            | Tokuma Shoten                                    | Fantezie                 | SNES                                   | Tactical RPG                          | Little Master | Japonia         |
| 1994 (JP)                     | Live a Live | Square                   | Square                                           | Multi-genre              | SNES                                   | Tactical RPG Action RPG               | | Japonia         |
| 1994 (JP) 1995 (NA)           | Lunar Eternal Blue (EN)                                                                                                  | Studio Alex              | Game Arts Working Designs                        | Fantezie                 | SCD                                    | JRPG                                  | Lunar | Japonia         |
| 1994 (JP)                     | Magna Braban: Henreki no Yusha                                                                                           | Lenar Corporation        | Ask Kodansha                                     | Fantezie                 | SNES                                   | JRPG                                  | | Japonia         |
| 1994 (JP)                     | Majin Tensei (JA) 魔神転生 (JA)                                                                                          | Atlus                    | Atlus                                            | Fantezie                 | SNES                                   | Tactical RPG                          | Megami Tensei; Majin Tensei                                                                                            | Japonia         |
| 1994 (NA)                     | Menzoberranzan | DreamForge               | SSI                                              | Fantezie                 | DOS                                    | WRPG                                  | franciza Dungeons & Dragons: setări Forgotten Realms                                                                   | NA              |
| 1994 (NA)                     | Might and Magic III: Isles of Terra                                                                                      | New World                | New World                                        | Fantezie                 | SNES (Port) SCD (Port)                 | WRPG                                  | Might and Magic | NA              |
| 1994 (NA)                     | Might and Magic: World of Xeen                                                                                           | New World                | New World                                        | Fantezie                 | DOS                                    | WRPG                                  | Might and Magic: Compilație IV și V                                                                                    | NA              |
| 1994 (NA)                     | Obitus | Scenario Developments    | Bullet-Proof                                     | Fantezie                 | SNES (Port)                            | WRPG Action RPG                       | | UK              |
| 1994 (JP)                     | Oni IV: Kishin no Ketsuzoku (JA) ONI IV -鬼神の血族- (JA)                                                                | Pandora Box              | Banpresto                                        | Fantezie                 | GB                                     |                                       | Oni series | Japonia         |
| 1994 (JP)                     | Popful Mail | Nihon Falcom             | Working Designs                                  | Fantezie                 | PCE SNES SCD                           | Action RPG (Platformer)               | | Japonia         |
| 1994 (??)                     | Power of the Hired |                          |                                                  | Fantezie                 | WIN (Port)                             | Tactical RPG                          | |                 |
| 1994 (NA)                     | Ravenloft: Strahd's Possession                                                                                           | DreamForge               | SSI                                              | Fantezie                 | DOS                                    | WRPG                                  | franciza Dungeons & Dragons: setări de campanie Ravenloft                                                              | NA              |
| 1994 (DE/NA/EU)               | Realms of Arkania: Star Trail (EN) Das Schwarze Auge: Sternenschweif (DE)                                                | Attic                    | Schmidt Spiele (DE) U.S. Gold (EU) Sir-Tech (NA) | Fantezie                 | DOS                                    | Tactical RPG                          | franciza Das Schwarze Auge                                                                                             | DE              |
| 1994 (NA)-2002 (NA)           | Realmz | Fantasoft                | Fantasoft                                        | Fantezie                 | MAC WIN                                | Tactical RPG                          | Realmz | NA              |
| 1994 (JP)                     | Record of Lodoss War | Humming Bird Soft        | Sega                                             | Fantezie                 | SCD                                    | Tactical RPG                          | franciza Record of Lodoss War                                                                                          | Japonia         |
| 1994 (JP)                     | Record of Lodoss War 2                                                                                                   | Humming Bird Soft        | Hudson Soft                                      | Fantezie                 | PCE                                    | Tactical RPG                          | franciza Record of Lodoss War; bazat pe Chronicles of the Heroic Knight                                                | Japonia         |
| 1994 (??)                     | The Red Crystal: The Seven Secrets of Life                                                                               | QQP                      |                                                  | Fantezie                 | DOS                                    | Tactical RPG                          | |                 |
| 1994 (JP) 1995 (NA)           | Robotrek (EN) | Quintet Ancient          | Enix                                             | Sci-Fi                   | SNES                                   | Monster raising                       | | Japonia         |
| 1994 (NA)                     | Shadowrun (EN) | BlueSky                  | Sega                                             | Sci-Fi                   | GEN                                    | Action RPG                            | franciza Shadowrun | NA              |
| 1994 (JP)                     | Shin Megami Tensei II (JA)                                                                                               | Atlus                    | Atlus                                            | Fantezie                 | SNES                                   | JRPG                                  | Megami Tensei (Shin Megami Tensei)                                                                                     | Japonia         |
| 1994 (JP) 1995 (NA/EU)        | Shining Force CD (EN) | Sonic!                   | Sega                                             | Fantezie                 | SCD (Remake)                           | Tactical RPG                          | Shining Force Gaiden: Refacere a 1 and 2                                                                               | Japonia         |
| 1994 (JP)                     | Slayer (EN) | Lion                     | SSI                                              | Fantezie                 | 3DO                                    | Action RPG                            | franciza Dungeons & Dragons                                                                                            | NA              |
| 1994 (JP)                     | Slayers (EN) |                          |                                                  | Fantezie                 | SNES                                   |                                       | Bazat pe franciza Slayers                                                                                              | Japonia         |
| 1994 (JP)                     | Super Robot Wars EX (EN)                                                                                                 | Banpresto                | Banpresto                                        | Sci-Fi                   | SNES                                   | Tactical RPG                          | Super Robot Wars | Japonia         |
| 1994 (JP)                     | Surging Aura (EN) |                          |                                                  | Fantezie                 | GEN                                    |                                       | | Japonia         |
| 1994 (JP)                     | Tenshi no Uta: Shiroki Tsubasa no Inori (JA)                                                                             | Nintendo                 | Telenet Japan                                    | Fantezie                 | SNES                                   | JRPG                                  | Tenshi no Uta | Japonia         |
| 1994 (NA)                     | Ultima I: The First Age of Darkness                                                                                      | Origin                   | Vitesse                                          | Fantezie                 | APPGS (Remake)                         | WRPG                                  | Ultima: Refacere a I for APPII                                                                                         | NA              |
| 1994 (??)                     | Ultima: Runes of Virtue II (EN)                                                                                          | Origin                   | FCI Pony Canyon                                  | Fantezie                 | GB SNES                                | Action RPG                            | Ultima: Runes of Virtue                                                                                                | NA/JP           |
| 1994 (??)                     | Ultima: The Black Gate (EN)                                                                                              | Origin                   | Origin                                           | Fantezie                 | SNES                                   | WRPG (real-time)                      | Ultima: Refacere a VII for PC                                                                                          | NA              |
| 1994 (NA)                     | Ultima VIII: Pagan | Origin                   | Origin                                           | Fantezie                 | DOS                                    | WRPG (real-time)                      | Ultima | NA              |
| 1994 (NA)                     | Ultima VIII: Pagan – Speech Pack                                                                                         | Origin                   | EA                                               | Fantezie                 | DOS                                    | WRPG (real-time)                      | Ultima: Add-on for VIII                                                                                                | NA              |
| 1994 (NA)                     | Vay (EN) | SIMS                     | Working Designs                                  | Fantezie Sci-Fi          | SCD                                    | JRPG                                  | | Japonia         |
| 1994 (JP)                     | Wizap! (EN) |                          |                                                  | Fantezie                 | SNES                                   |                                       | | Japonia         |
| 1994 (NA)                     | Wizardry Trilogy 2 | Sir-Tech                 | Sir-Tech                                         | Fantezie Sci-Fi          | DOS (Comp)                             | WRPG                                  | Wizardry: Comp of V through VII                                                                                        | NA              |
| 1994 (NA)                     | Wolf | Manley & Associates      | Sanctuary Woods                                  | Life simulation          | DOS                                    | WRPG                                  | | NA              |
| 1994 (JP)                     | Xak III: The Eternal Recurrence (EN) サーク III (JA)                                                                     | Microcabin, NEC          | Microcabin, NEC                                  | Fantastic                | PCD (Port)                             | Action RPG                            | Xak: Port of III for PC98                                                                                              | Japonia         |
| 1995 (JP)                     | 2nd Super Robot Wars G                                                                                                   | Banpresto                | Banpresto                                        | Sci-Fi                   | GB (Remake)                            | Tactical RPG                          | Super Robot Wars: Refacere a 2nd                                                                                       | Japonia         |
| 1995 (JP)                     | 4th Super Robot Wars | Banpresto                | Banpresto                                        | Sci-Fi                   | SNES (Remake)                          | Tactical RPG                          | Super Robot Wars: Refacere a 3rd                                                                                       | Japonia         |
| 1995 (NA)                     | AD&D Eye of the Beholder Trilogy                                                                                         | Westwood                 | SSI                                              | Fantezie                 | DOS (Comp)                             | Action RPG (DM style)                 | franciza Dungeons & Dragons: compilare a Eye of the Beholder                                                           | NA              |
| 1995 (NA)                     | AD&D Ultimate Fantasy | Various                  | Slash                                            | Fantezie                 | DOS (Comp)                             | Action RPG (DM style) Tactical RPG    | franciza Dungeons & Dragons: compilare a Dark Sun: Shattered Lands, Dungeon Hack, Fantasy Empires, Stronghold and FRUA | NA              |
| 1995 (DE) 1996 (NA)           | Albion | Blue Byte                | Blue Byte                                        | Science Fantasy          | DOS                                    | WRPG                                  | | DE              |
| 1995 (JP)                     | Another Bible | MIT                      | Atlus                                            | Fantezie                 | GB                                     |                                       | Megami Tensei Gaiden                                                                                                   | Japonia         |
| 1995 (NA)                     | Anvil of Dawn | DreamForge Intertainment | New World Computing                              | Fantezie                 | DOS                                    | WRPG                                  | | NA              |
| 1995 (JP)                     | Arc the Lad | G-Craft                  | SCE                                              | Fantezie                 | PS1                                    | Tactical RPG                          | Arc the Lad | Japonia         |
| 1995 (JP)                     | Ball Bullet Gun: Survival Game Simulation                                                                                |                          |                                                  | Sci-Fi                   | SNES                                   | Tactical RPG                          | | Japonia         |
| 1995 (JP) 1996 (NA)           | Beyond the Beyond | Camelot                  | SCE                                              | Fantezie                 | PS1                                    | JRPG                                  | | Japonia         |
| 1995 (JP)                     | Brandish 2: The Planet Buster                                                                                            | Nihon Falcom             | Nihon Falcom                                     | Fantezie                 | DOS SNES                               | Action RPG                            | Brandish | Japonia         |
| 1995 (JP)                     | Burning Heroes |                          |                                                  | Fantezie                 | SNES                                   |                                       | | Japonia         |
| 1995 (JP/NA)                  | Chrono Trigger | Square                   | Square                                           | Fantezie                 | SNES                                   | JRPG                                  | Chrono series | Japonia         |
| 1995 (JP)                     | Crystal Beans: From Dungeon Explorer                                                                                     |                          |                                                  | Fantezie                 | SNES                                   |                                       | Dungeon Explorer | Japonia         |
| 1995 (GB)                     | Curse of Dragor | Banshee Software         | Domark                                           | Fantezie                 | MAC                                    | Dungeon crawler                       | | UK              |
| 1995 (NA)                     | Deathkeep | Lion                     | SSI                                              | Fantezie                 | 3DO                                    | Action RPG                            | franciza Dungeons & Dragons                                                                                            | NA              |
| 1995 (JP)                     | Demon of Laplace | Vic Tokai                | HummingBird                                      | Fantezie                 | SNES (Port)                            | JRPG/Survival Horror hybrid           | | Japonia         |
| 1994 (EU)                     | Dragon Lore: The Legend Begins                                                                                           | Cryo Interactive         | Mindscape                                        | Fantezie                 | DOS                                    | Adventure                             | Dragon Lore | Franța          |
| 1995 (JP)                     | Dragon Quest VI | Heartbeat                | Enix                                             | Fantezie                 | SNES                                   | JRPG                                  | Dragon Quest | Japonia         |
| 1995 (JP)                     | Dragon Slayer: The Legend of Heroes II                                                                                   | Nihon Falcom             | Sega                                             | Fantezie                 | GEN (Port)                             | JRPG                                  | Dragon Slayer: The Legend of Heroes                                                                                    | Japonia         |
| 1995 (JP)                     | Kyuuyaku Megami Tensei                                                                                                   | Opera House              | Atlus                                            | Fantezie                 | SNES                                   | JRPG                                  | Megami Tensei: Refacere și compilare a 1 și 2 pentru NES                                                               | Japonia         |
| 1995 (JP)                     | Dragon Tycoon Eiji |                          |                                                  | Fantezie                 | 3DO                                    |                                       | | Japonia         |
| 1995 (NA)                     | Dungeon Master II: The Legend of Skullkeep                                                                               | FTL                      | Interplay                                        | Fantezie                 | AMI (Port) DOS (Port) MAC (Port)       | Action RPG (DM-style)                 | Dungeon Master | NA              |
| 1995 (JP)                     | DunQuest |                          |                                                  | Fantezie                 | SNES                                   |                                       | | Japonia         |
| 1995 (JP)                     | Elfaria II エルファリアII                                                                                                | The Red Company          | Hudson Soft                                      | Fantezie                 | SNES                                   |                                       | Elfaria | Japonia         |
| 1995 (JP)                     | Emerald Dragon | Alfa System              | Media Works                                      | Fantezie                 | SNES (Port)                            | JRPG                                  | Emerald Dragon | Japonia         |
| 1995 (NA) 1996 (EU)           | Entomorph | Cyberlore SSI            | Mindscape SSI                                    | Steampunk                | MAC WIN WIN3X                          | WRPG                                  | World of Aden: Thunderscape                                                                                            | Japonia         |
| 1995 (JP)                     | Eternal Filena Eien no Filena 永遠のフィレーナ                                                                           | Tokuma Shoten            | Tokuma Shoten                                    | Fantezie                 | SNES                                   | JRPG                                  | Bazat pe romane Eternal Filena                                                                                         | Japonia         |
| 1995 (NA)                     | Exile: Escape from the Pit                                                                                               | Spiderweb                | Spiderweb                                        | Fantezie                 | MAC WIN WIN3X                          | Tactical RPG                          | Exile | NA              |
| 1995 (JP)                     | Farland Story | TGL                      | Banpresto                                        | Fantezie                 | SNES (Port)                            | Tactical RPG                          | Farland Story | Japonia         |
| 1995 (JP)                     | Farland Story 2 Farland Story Denki: Arc Ou no Ensei                                                                     | TGL                      | Banpresto                                        | Fantezie                 | SNES (Port)                            | Tactical RPG                          | Farland Story | Japonia         |
| 1995 (JP)                     | Farland Story: Daichi no Kizuna Farland Story 5                                                                          | TGL                      | TGL                                              | Fantezie                 | DOS                                    | Tactical RPG                          | Farland Story | Japonia         |
| 1995 (TW)                     | Flame Dragon 2: Legend of Golden Castle                                                                                  |                          | Dynasty                                          | Fantezie                 | DOS                                    | Tactical RPG                          | Flame Dragon | TW              |
| 1995 (JP)                     | Front Mission | Square                   | Square                                           | Sci-Fi                   | SNES                                   | Tactical RPG                          | Front Mission | Japonia         |
| 1995 (JP)                     | Gran Historia |                          |                                                  | Fantezie                 | SNES                                   |                                       | | Japonia         |
| 1995 (JP)                     | Gulliver Boy | Hudson Soft              | Hudson Soft                                      | Fantezie                 | PCE                                    | JRPG                                  | Bazat pe anime Gulliver Boy                                                                                            | Japonia         |
| 1995 (JP)                     | Heian Fuuunden 平安風雲伝                                                                                                | KSS                      | KSS                                              | Fantezie                 | SNES                                   | Tactical RPG                          | | Japonia         |
| 1995 (NA)                     | Jagged Alliance: Deadly Games                                                                                            | Sir-Tech                 | Sir-Tech                                         | Modern                   | DOS                                    | Tactical RPG                          | Jagged Alliance | NA              |
| 1995 (JP) 1996 (NA)           | King's Field II King's Field in NA                                                                                       | From                     | Agetec                                           | Fantezie                 | PS1                                    |                                       | King's Field | Japonia         |
| 1995 (JP)                     | Kou Ryuu Ki | Koei                     |                                                  | Fantezie                 | SNES                                   | Tactical RPG                          | | Japonia         |
| 1995 (JP)                     | Langrisser, Der Langrisser II デア ラングリッサー                                                                        | Masaya                   | NCS                                              | Fantezie                 | SNES (Remake)                          | Tactical RPG                          | Langrisser: Refacere a II pentru GEN                                                                                   | Japonia         |
| 1995 (JP)                     | Last Bible III | MIT                      | Atlus                                            | Fantezie                 | SNES                                   |                                       | Megami Tensei Gaiden                                                                                                   | Japonia         |
| 1995 (JP)                     | Legend of Xanadu II | Nihon Falcom             | Nihon Falcom                                     | Fantezie                 | PCD                                    | Action RPG                            | Legend of Xanadu | Japonia         |
| 1995 (JP)                     | Light Fantasy 2 |                          |                                                  | Fantezie                 | SNES                                   |                                       | Light Fantasy | Japonia         |
| 1995 (JP)                     | Little Master 3 リトルマスター〜虹色の魔石〜                                                                             |                          | Tokuma Shoten                                    | Fantezie                 | SNES                                   | Tactical RPG                          | Little Master | Japonia         |
| 1995 (JP) 1996 (NA)           | Lufia II: Rise of the Sinistrals Estpolis Denki II エストポリス伝記II                                                    | Neverland                | Taito Natsume Nintendo                           | Fantezie                 | SNES                                   | JRPG                                  | Lufia | Japonia         |
| 1995 (JP)                     | Lunar: Walking School | Game Arts                | Game Arts                                        | Fantezie                 | GG                                     | JRPG                                  | Lunar | Japonia         |
| 1995 (EU)                     | Magic Island: The Secret of Stones                                                                                       | Arda                     | Signum                                           | Fantezie                 | AMI AMI32                              |                                       | |                 |
| 1995 (JP) 1998 (NA)           | Magic Knight Rayearth | Sega                     | Working Designs                                  | Fantezie                 | SAT                                    | Action RPG                            | Bazat pe anime series of the same name                                                                                 | Japonia         |
| 1995 (JP)                     | Magic Knight Rayearth | Pandora Box              | Tomy                                             | Fantezie                 | SNES                                   | Action RPG                            | Bazat pe anime series of the same name                                                                                 | Japonia         |
| 1995 (JP)                     | Majin Tensei II: Spiral Nemesis 魔神転生II SPIRAL NEMESIS                                                                | Atlus                    | Atlus                                            | Fantezie                 | SNES                                   | Tactical RPG                          | Megami Tensei; Majin Tensei                                                                                            | Japonia         |
| 1995 (JP)                     | Metal Max Returns | Crea-Tech                | Data East                                        | Fantezie                 | SNES (Remake)                          |                                       | Metal Max | Japonia         |
| 1995 (NA)                     | Might and Magic: World of Xeen                                                                                           | New World                | New World                                        | Fantezie                 | MAC (Port)                             | WRPG                                  | Might and Magic: Comp of IV and V                                                                                      | NA              |
| 1995 (JP)                     | Mystaria: The Realms of Lore Blazing Heroes and Riglord Saga                                                             | Sega                     | Sega                                             | Fantezie                 | SAT                                    | Tactical RPG                          | Riglord Saga | Japonia         |
| 1995 (JP)                     | Mystic Ark |                          |                                                  | Fantezie                 | SNES                                   |                                       | Mystic Ark | Japonia         |
| 1995 (JP)                     | Oni V: Innin o Tsugumono ONI V -隠忍を継ぐ者-                                                                            | Pandora Box              | Banpresto                                        | Fantezie                 | GB                                     |                                       | ONI series | Japonia         |
| 1995 (JP)                     | Pretty Soldier Sailor Moon: Another Story                                                                                | Angel                    | Angel                                            | Fantezie                 | SNES                                   |                                       | Bazat pe anime Sailor Moon                                                                                             | Japonia         |
| 1995 (JP)                     | Princess Minerva |                          |                                                  | Fantezie                 | SNES                                   |                                       | | Japonia         |
| 1995 (JP)                     | Pumpkin Adventure III: The Hunt for the Unknown                                                                          | Umax                     | Sunrise                                          |                          | MSX2                                   |                                       | Pumpkin Adventure | Japonia         |
| 1995 (NA)                     | Quest for Glory IV: Shadows of Darkness                                                                                  | Sierra                   | Sierra                                           | Fantezie                 | DOS (Rerel)                            | Adventure/RPG hybrid                  | Quest for Glory | NA              |
| 1995 (NA/UK)                  | Ravenloft: Stone Prophet                                                                                                 | DreamForge SSI           | Mindscape                                        | Fantezie                 | DOS                                    | WRPG                                  | franciza Dungeons & Dragons: setări de campanie Ravenloft                                                              | NA              |
| 1995 (JP)                     | Record of Lodoss War |                          |                                                  | Fantezie                 | SNES (Port)                            |                                       | Bazat pe franciza Record of Lodoss War                                                                                 | Japonia         |
| 1995 (JP)                     | Rejoice |                          |                                                  | Fantezie                 | SNES                                   |                                       | | Japonia         |
| 1995 (JP)                     | Romancing SaGa 3 | Square                   | Square                                           | Fantezie                 | SNES                                   | JRPG                                  | SaGa | Japonia         |
| 1995 (JP)                     | Royal Stone |                          |                                                  | Fantezie                 | GG                                     |                                       | | Japonia         |
| 1995 (JP)                     | RPG Maker | Success                  | ASCII                                            | Fantezie                 | SNES                                   | RPG-creation software                 | RPG Maker | Japonia         |
| 1995 (JP)                     | Ruin Arm | Plex                     | Bandai                                           | Fantezie                 | SNES                                   |                                       | | Japonia         |
| 1995 (NA) 1996 (PAL)          | Secret of Evermore | Square Soft              | Square                                           | Fantezie                 | SNES                                   | Action RPG                            | | NA              |
| 1995 (JP)                     | Seiken Densetsu 3 | Square                   | Square                                           | Fantezie                 | SNES                                   | Action RPG                            | Mana | Japonia         |
| 1995 (JP)                     | Sengoku Cyber: Fujimaru Jigokuhen 戦国サイバー 藤丸地獄変                                                                | Sony                     | Sony                                             | Historical               | PS1                                    | Tactical RPG                          | | Japonia         |
| 1995 (JP)                     | Shin Megami Tensei: Devil Summoner                                                                                       | Atlus                    | Atlus                                            | Fantezie                 | SAT                                    | JRPG                                  | Megami Tensei: Devil Summoner                                                                                          | Japonia         |
| 1995 (JP)                     | Shining Force Gaiden: Final Conflict                                                                                     | Sonic!                   | Sega                                             | Fantezie                 | GG                                     | Tactical RPG                          | Shining Force | Japonia         |
| 1995 (JP)                     | Shinseiki Odysselya 2 |                          |                                                  | Fantezie                 | SNES                                   |                                       | Shinseiki Odysselya | Japonia         |
| 1995 (NA)                     | Stonekeep | Interplay Entertainment  | Interplay Entertainment                          | Fantezie                 | WIN, DOS                               | Dungeon crawl                         | | NA              |
| 1995 (JP) 1996 (NA) 1997 (EU) | Suikoden | Konami                   | Konami                                           | Fantezie                 | PS1                                    | Strategy/RPG hybrid                   | Suikoden (Based loosely on the novel of the same name)                                                                 | Japonia         |
| 1995 (JP)                     | Super Chinese World 3 |                          |                                                  | Fantezie                 | SNES                                   | Action RPG                            | Super Chinese World | Japonia         |
| 1995 (NA)                     | Swords of Xeen | New World                | New World                                        | Fantezie                 | DOS                                    | WRPG                                  | Might and Magic: Expansion to World of Xeen                                                                            | NA              |
| 1995 (JP)                     | Sylvan Tale | Sega                     | Sega                                             | Fantezie                 | GG                                     | Action RPG                            | | Japonia         |
| 1995 (JP)                     | Tactics Ogre: Let Us Cling Together                                                                                      | Quest                    | Atlus                                            | Fantezie                 | SNES                                   | Tactical RPG                          | Ogre Battle | Japonia         |
| 1995 (JP)                     | Tales of Phantasia | Wolf Team Namco Tales    | Namco                                            | Fantezie                 | SNES                                   | Action RPG                            | Tales | Japonia         |
| 1995 (JP)                     | Tenchi Muyo! Game-hen | Tam-Tam                  | Banpresto                                        | Fantezie                 | SNES                                   | Tactical RPG                          | Bazat pe anime Tenchi Muyo                                                                                             | Japonia         |
| 1995 (JP)                     | Tengai Makyō Zero | Red Ent.                 | Hudson Soft                                      | Fantezie                 | SNES                                   | JRPG                                  | Tengai Makyō | Japonia         |
| 1995 (JP) 1996 (EU)           | Terranigma | Quintet                  | Enix Nintendo                                    | Fantezie                 | SNES                                   | Action RPG                            | Sequel to Illusion of Gaia for SNES                                                                                    | Japonia         |
| 1995 (JP)                     | Verne World | Banpresto                |                                                  | Comedy                   | SNES                                   | JRPG                                  | | Japonia         |
| 1995 (JP/NA/EU)               | Virtual Hydlide | T&E                      | Atlus                                            | Fantezie                 | SAT                                    | Action RPG                            | Hydlide | Japonia         |
| 1995 (JP)                     | Wizardry VI: Bane of the Cosmic Forge                                                                                    | Game Studio              | ASCII                                            | Fantezie                 | SNES (Port)                            | WRPG                                  | Wizardry | NA              |
| 1995 (JP)                     | Wizardry VII: Crusaders of the Dark Savant                                                                               | Solition                 | SCEI                                             | Fantezie                 | PS1 (Port)                             | WRPG                                  | Wizardry | NA              |
| 1995 (NA)                     | World of Aden: Thunderscape                                                                                              | SSI                      | Mindscape SSI                                    | Steampunk                | DOS                                    | WRPG                                  | World of Aden: Thunderscape                                                                                            | NA              |
| 1995 (JP)                     | Wozz | Red Company              | Bullet-Proof Software                            | Fantezie                 | SNES                                   |                                       | | Japonia         |
| 1995 (JP)                     | Yamato Takeru |                          |                                                  | Fantezie                 | SNES                                   |                                       | | Japonia         |
| 1995 (??)                     | Ys V: Kefin, The Lost City of Sand                                                                                       | Nihon Falcom             | Nihon Falcom                                     | Fantezie                 | SNES                                   | Action RPG                            | Ys | Japonia         |